# 清明站 (韩国)
清明站（：／ Cheongmyeong yeok */?）是水仁·盆唐線沿線的一座地下車站，位於韓國京畿道水原市靈通區靈通洞。站名取自鄰近的清明山和清明村。

## 車站結構
站體為2面2線側式月台的地下車站，候車月台設有月台幕門，並有6處出口。

### 月台配置
| ↑ 上葛 |
| \| １  |
| 靈通 ↓ |

| 月台 | 路線                   | 目的地                             |
| ---- | ---------------------- | ---------------------------------- |
| 1    | ●首都圈電鐵水仁·盆唐線 | 靈通、網浦、水原、烏耳島、仁川方向 |
| 2    | ●首都圈電鐵水仁·盆唐線 | 上葛、器興、牡丹、宣陵、往十里方向 |

## 歷史
- 2012年12月1日：落成啟用。

## 車站周邊
- 清明山（朝鲜语：청명산 (수원/용인)）
- 京畿廣播（朝鲜语：경기방송）
- 靈興體育公園
- 新星公園
- 靈通圖書館
- 靈通衛生所
- 京畿道選舉管理委員會
- 清明中學
- 水原高科技高校
- 京畿水原外國語學校

## 相鄰車站
韓國鐵道公社
●首都圈電鐵水仁·盆唐線
緩行
上葛（K238）－清明（K239）－靈通（K240）